# Koszmosz–13
A Koszmosz–13 (oroszul: Космос 13) Koszmosz műhold, a szovjet műszeres műhold-sorozat tagja.  Katonai felderítő műhold.

## Küldetés
A Koszmosz–10, valamint további hasonló műholdak adatgyűjtését folytatta a Föld sugárzási övezeteinek vizsgálatához. A Vosztok-program előkészítését segítette, programját 8 napban határozták meg.

## Jellemzői
Kettős, katonai és polgári (tudományos) rendeltetésű, az OKB–1 tervezőirodában kifejlesztett műhold. A Zenyit–2 ember szállítására fejlesztett űreszköz, hasznos terében helyezték el a műszereket.
1963. március 21-én a Bajkonuri űrrepülőtér indítóállomásról egy Vosztok–2 (8A92) rakétával juttatták alacsony Föld körüli pályára. A 89,77perces, 64,97 fokos hajlásszögű, az elliptikus pálya elemei: perigeuma 337 kilométer, apogeuma 205 kilométer volt. Hasznos tömege 4730 kilogramm. A sorozat felépítését, szerkezetét, alapvető fedélzeti rendszereit tekintve egységesített, szabványosított tudományos-kutató űreszköz. Áramforrása kémiai akkumulátor, szolgálati ideje maximum 10 nap.
A Föld felső atmoszférája fontos szerepet játszik a felszíni és a műholdas kommunikációban és navigációban, sűrűsége befolyásolja az alacsony Föld körüli pályán (LEO) keringő műholdak élettartamát. A fedélzeten elhelyezett rádióadók által sugárzott jelek fáziskülönbségének méréséből következtetéseket lehetett levonni az ionoszféra szerkezetéről. Az éjszakai ionoszféra F-rétege magasságbeli és kiterjedésbeli inhomogenitásainak mérése a 20 MHz-es fedélzeti adó jeleinek fluktuációváltozásaiból történt. Kamerái SZA-10 (0,2 méter felbontású), SZA-20 (1 méter felbontású) típusú eszközök voltak.
1963. március 29-én földi parancsra belépett a légkörbe és hagyományos módon – ejtőernyős leereszkedés – visszatért a Földre.

## Szakmai sikerek
- Koszmosz–13. nasa.gov. (Hozzáférés: 2013. április 6.)
- Koszmosz–13. lib.cas.cz. [2013. október 13-i dátummal az eredetiből archiválva]. (Hozzáférés: 2013. április 6.)

| Elődje: Koszmosz–12 | Koszmosz-program 1962 | Utódja: Koszmosz–14 |